# Pance (rijeka)
Pance je rijeka u Kolumbiji, pritoka rijeke Cauce. Pripada porječju rijeke Magdalene.

## Vanjske poveznice
|  | Zajednički poslužitelj ima još gradiva o temi Pance (rijeka) |